# Falco naumanni
Il grillaio (Falco naumanni J.G.Fleischer, 1818) è un uccello rapace della famiglia dei Falconidi.
L'epiteto specifico naumanni è un omaggio al naturalista tedesco Johann Andreas Naumann.
È una specie protetta inclusa nella Direttiva Uccelli dell'Unione europea.

## Descrizione[3]
Il grillaio è un piccolo falco, lungo 27–33 cm, con una apertura alare di circa 70 cm. È molto simile al gheppio, ma leggermente più piccolo.
Come il gheppio, il maschio adulto ha la parte superiore del corpo marrone chiaro, le parti superiori più esterne delle ali scure, un cappuccio grigio, la coda grigia dal bordo nero e le parti inferiori chiare. Si distingue dal gheppio, però, dalla presenza di una banda grigia sopra le ali tra la parte interna marrone e la parte esterna scura, dalla parte superiore del corpo marrone uniforme senza barre scure, dall'assenza di strie scure sotto e dietro l'occhio e dalle unghie chiare (nere nel gheppio).
La femmina e i giovani sono estremamente simili al gheppio: parti superiori marrone chiaro macchiate di scuro, estremità superiori delle ali scure, parti inferiori chiare macchiate di nero. L'unico carattere che permette di distinguere con certezza le specie ad un occhio non esperto è il colore delle unghie.
Peso: 90 - 200 gr

## Distribuzione e habitat
Il grillaio è una specie a corologia eurocentroasiatico-mediterranea. Nidifica nei paesi del Mediterraneo e dell'Asia centrale, e sverna in Africa subsahariana. I suoi habitat sono steppe, praterie e coltivazioni non intensive.
In Italia, il grillaio risulta un migratore regolare, nidificante e parzialmente svernante. È nidificante dal livello del mare fino a 400-500 m s.l.m. in Basilicata e in Puglia, e fino a 1.000-1.100 m s.l.m. in Sicilia e in Sardegna. Il grillaio nidifica esclusivamente in Basilicata, Puglia Sicilia, Lampedusa, Lazio a Tarquinia in zona Valle del Mignone, Sardegna, Toscana, Emilia-Romagna, Calabria.

## Biologia
Specie migratrice e coloniale. Arriva nelle aree di nidificazione tra febbraio e aprile e riparte in settembre.
Questo piccolo rapace è molto più confidente del gheppio, infatti non è raro sostare sotto di lui mentre si liscia le penne o spolpa una qualche preda su un palo, senza batter ciglio per la nostra presenza. A differenza del gheppio è solito vivere in comunità, quindi facilmente si possono individuare più soggetti insieme.

### Alimentazione
Data la scarsa potenza del becco e degli artigli, si nutre principalmente di invertebrati come cavallette, coleotteri, grillitalpa, insetti vari che coprono circa l'80% della sua alimentazione. Riesce comunque a predare con successo rettili come le lucertole e, occasionalmente, piccoli roditori terricoli. Cattura le sue vittime in prevalenza a terra, usando sia la tecnica di caccia all'agguato che il volo perlustrativo.

### Riproduzione

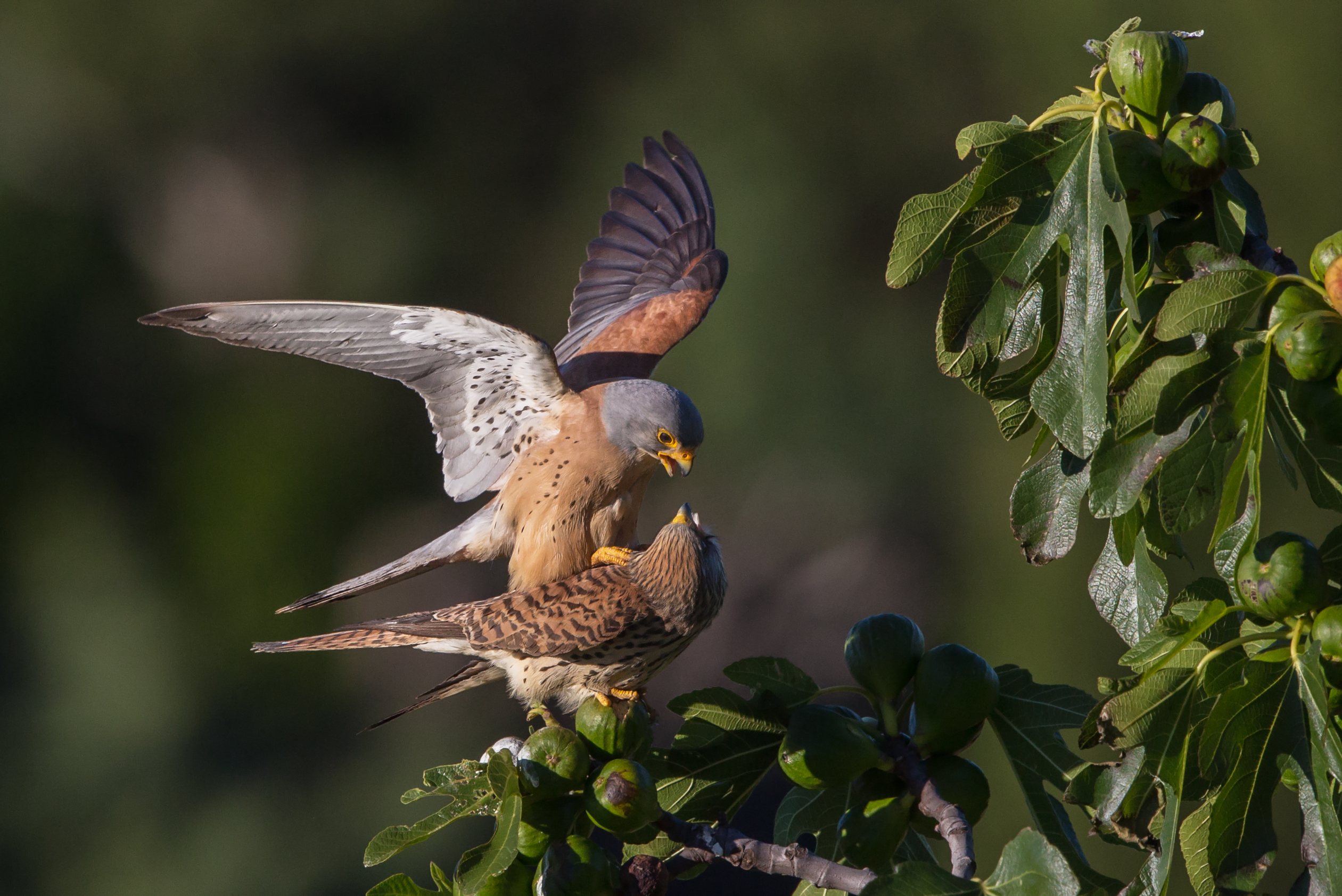
Accoppiamento del grillaio

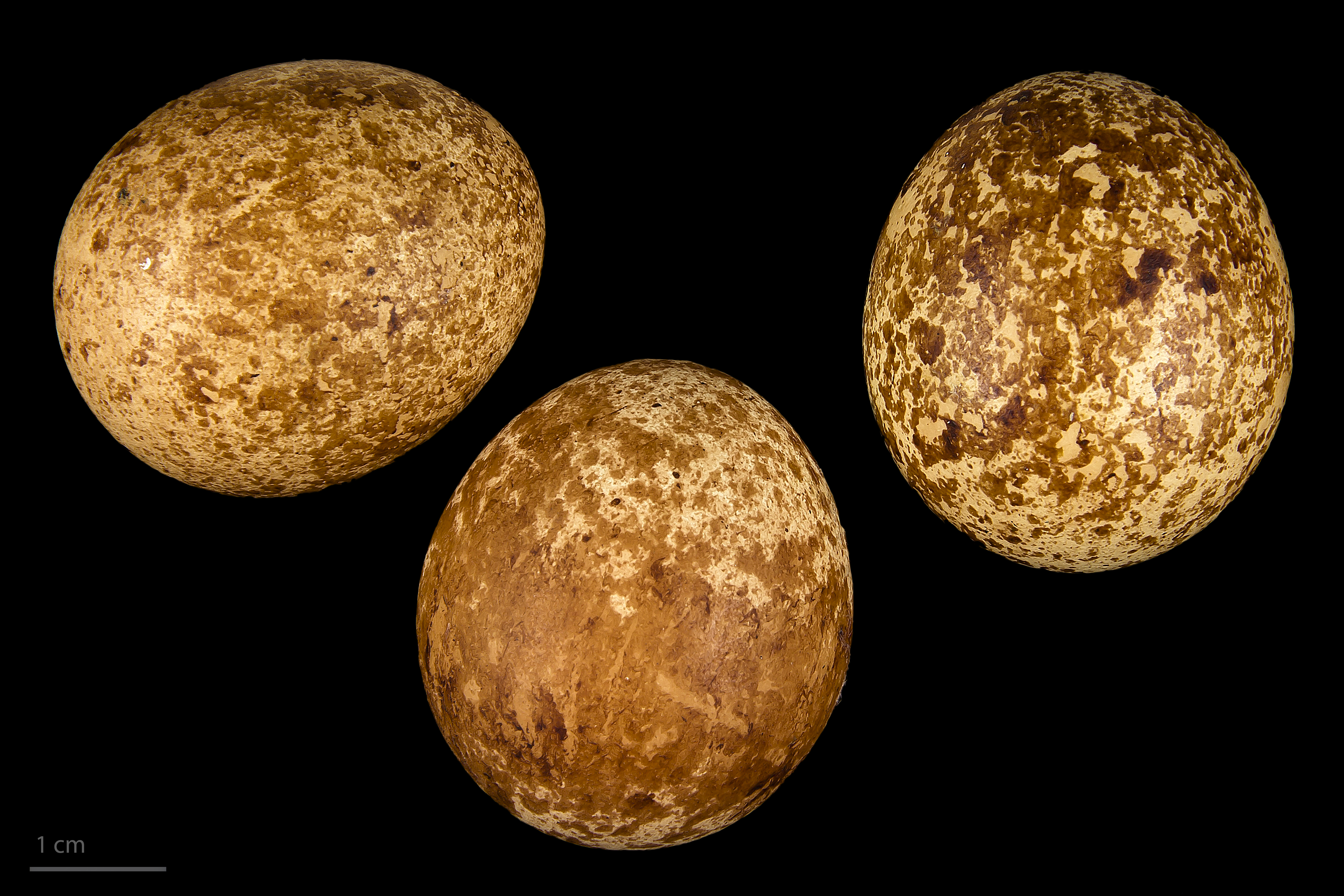
Falco naumanni

Dopo il ritorno dai luoghi caldi di svernamento, il grillaio incomincia la sua attività riproduttiva, quasi sempre in colonie più o meno numerose. Nidifica spesso nelle vicinanze di insediamenti umani, in anfratti e buchi di rocce, nelle cavità di grossi tronchi o sotto le tegole dei tetti. A fine aprile vengono deposte dalle 3 alle 5 uova che si schiudono dopo una cova di circa 28 giorni, effettuata prevalentemente dalla femmina. Nei primi giorni dalla nascita, la femmina rimane con i piccoli e il maschio procura il cibo. Successivamente, anche la femmina gli verrà in aiuto. L'involo dei giovani avviene a circa 4 settimane dalla nascita, che in Italia coincide con giugno-luglio. Già in agosto-settembre, giovani e adulti, in forma aggregata, intraprendono la migrazione autunnale. La prima nidificazione può verificarsi dopo il primo inverno.

### Voce
La voce è composta da krii striduli molto ravvicinati da sembrare quasi il rumore di un grillo, per questo motivo prende il nome di grillaio.

## Conservazione
Questo piccolo falco è stato riconosciuto dall'Unione europea come "specie prioritaria ai fini di conservazione", ai sensi della direttiva 79/409. Nella Lista rossa IUCN internazionale e italiana era in precedenza classificato come "vulnerabile", ma a seguito di un aumento della sua popolazione globale è stato riclassificato come "a rischio minimo".
Le popolazioni apulo-lucane sono considerate fondamentali per la conservazione di questo rapace a livello europeo; negli ultimi due lustri questa popolazione è in espansione malgrado la riduzione di habitat. Sono stati realizzati due progetti LIFE Natura per la tutela del Grillaio, uno denominato LIFE "Rapaci Lucani" e un secondo progetto denominato "Rapaci del Gargano" che ha lo scopo di ricreare nuove colonie di questo raro falchetto in provincia di Foggia. Un terzo progetto LIFE Natura dal titolo "Un falco per amico" dedicato esclusivamente al Grillaio si è concluso nel 2018 (vedi sotto).

### La colonia di Matera
Il falco grillaio è specie da proteggere poiché le sue popolazioni in Europa occidentale hanno subito un notevole declino dal 1950. Tra le 25 e le 42 migliaia sono le coppie presenti in tutta Europa.
Alcune colonie più piccole si trovano a Bernalda, Pisticci, Montalbano Jonico, Montescaglioso, Santeramo in Colle, Casamassima Acquaviva delle Fonti e Gioia del Colle e comunque in gran parte del territorio murgiano. Tra 400 e 500 coppie nidificano in Sicilia. Tra 100 e 200 coppie nidificano in Sardegna, e a Matera si trova la colonia più imponente. Secondo recenti censimenti ci sono un minimo di 700 coppie nidificanti, e nel periodo pre-riproduttivo si possono contare 3.000 esemplari.
In controtendenza con quello che succede in molte zone dell'areale spagnolo e greco, il territorio della murgia materana è immutato da secoli, un tavolato calcareo coperto da grandi pascoli aridi. A Matera risulta evidente la caratteristica formazione di colonie del grillaio in un punto ben preciso: un pino domestico situato quasi al centro della città. I piccoli falchi utilizzano questo pino come dormitorio e sembrano del tutto indifferenti al traffico cittadino (in quel punto della città particolarmente concentrato). Durante il periodo precedente alla riproduzione, al calare del sole è possibile vedere centinaia di uccelli che si affollano in volo attorno al pino (proprio questo comportamento ha reso possibile censimenti accurati). Durante il periodo riproduttivo spicca un'altra particolarità del grillaio e cioè il fatto che nidifica praticamente ovunque: in nicchie sui monumenti, sotto le tegole, in qualsiasi buco o fessura delle mura (sono stati visti alcuni uccelli nidificare in vasi sui balconi).
Durante il periodo della mietitura nei dintorni di Matera è facile vedere grillai in volo sui campi, pronti a catturare tutti quegli insetti che vengono disturbati dall'attività dell'uomo. La città ha adottato questo splendido uccello e per questo motivo si è incentivato l'utilizzo delle cassette nido, che sono di aiuto alla nidificazione, in quanto compensano la perdita dei luoghi di nidificazione a seguito del restauro delle vecchie abitazioni.
Sul palazzo della Provincia sono state collocate circa 50 cassette nido. Quasi il 22% delle cassette collocate a Matera nel 2008 è stato utilizzato.

### Le colonie di Gravina in Puglia e Altamura
Un esempio particolarmente virtuoso di conservazione di questa specie prioritaria è quello offerto dal Progetto "Un falco per amico", finanziato dal Programma LIFE+ dell'Unione Europea. Grazie a tale iniziativa, che vede come beneficiari il Comune di Gravina in Puglia, il Comune di Altamura e la Regione Puglia, sin dal 2013 sono state messe in campo importanti azioni di conservazione diretta della specie. In particolare l'impegno delle amministrazioni comunali e la sensibilità della popolazione hanno permesso la creazione di oltre 540 nuovi siti di nidificazione nei centri storici dei comuni partner.  Più di 400 dei nuovi siti sono stati creati grazie all'installazione di nidi artificiali realizzati sul modello di quelli realizzati in Spagna nel corso di decenni di progetti di conservazione del Grillaio. La qualità superiore dei nidi realizzati nell'ambito del progetto LIFE Un falco per amico ha consentito di raggiungere tassi di occupazione superiori al 50% fino a oggi con un trend in forte crescita di anno in anno.
Il progetto ha permesso, grazie anche al co-finanziamento della Città Metropolitana di Bari, l'allestimento del Centro Recupero Rapaci nell'ambito dell'Osservatorio faunistico regionale di Bitetto. Tale Centro, che dalla stagione 2016 è pienamente operativo, ha curato fino a oggi circa 1200 Grillai grazie alla collaborazione tra la Regione Puglia e il Dipartimento di Medicina Veterinaria dell'Università di Bari "Aldo Moro". La partecipazione della cittadinanza è stata fondamentale per la buona riuscita del progetto: è infatti la sensibilità della popolazione che ha permesso il recupero dei pulli caduti dai nidi e, attraverso l'adesione alla campagna "Adotta un Grillaio", la collocazione di numerosi nidi anche sui balconi delle abitazioni private ritenute idonee.
Il progetto LIFE Un falco per amico agisce anche sul livello delle politiche; esso infatti prevede la pubblicazione di un Piano d'azione nazionale che fotograferà lo stato attuale delle colonie di Grillaio in Italia e fisserà gli obiettivi da raggiungere per una tutela efficace di questa specie, suggerendo le azioni più adeguate da mettere in campo di volta in volta. Il Piano d'azione è frutto del lavoro di numerosi esperti ornitologi attivi nelle diverse aree di distribuzione e sarà supervisionato e avallato scientificamente dall'ISPRA.
Ulteriori azioni di conservazione riguardano la protezione dei dormitori, mentre la sensibilizzazione riguarderà soprattutto gli studenti delle scuole elementari e medie ricadenti nell'area di progetto.
Con circa 2300 e 1800 esemplari, censiti in periodo preriproduttivo e riproduttivo nella stagione 2016 a Gravina in Puglia e Altamura rispettivamente, le colonie di queste due città sono tra le più numerose presenti in Italia.

## Curiosità
- Il campanile della cattedrale di Siviglia, "La Giralda" è abitato da una colonia di falchi grillai famosa in tutta Europa e diventata una delle attrattive naturalistiche dell'Andalusia.
- Il falco grillaio è il simbolo del Parco della Murgia Materana.